# Solfato di cromo (III)
Con solfato di cromo (III) si riferisce solitamente ai composti inorganici con la formula Cr2(SO4)3 . x(H2O), dove x può variare da 0 a 18. Inoltre, sono noti "solfati di cromo di base" mal definiti ma commercialmente importanti. Questi sali sono solitamente solidi viola o verdi solubili in acqua. È comunemente usato nella concia delle pelli.
|                                                          |
| -------------------------------------------------------- |
| Nomi                                                     |
| Nome IUPAC Tri (tetraosso Solfato(VI)) di dicromo (III). |
| Altri nomi Solfato basico di cromo, solfato cromico      |
| ProprietàFormula chimica Cr2(SO4)3 • 12H2O               |

## Solfati di cromo (III)
Tre solfati di cromo (III) sono ben caratterizzati:
- Il solfato di cromo (III) anidro, Cr 2 (SO 4 ) 3 , (CAS n. 10101-53-8) è un solido viola che si dissolve in acqua dopo l'aggiunta di un agente riducente, che genera solfati di cromo (II).
- Il solfato di cromo (III) idrato, Cr 2 (SO 4 ) 3 ·18H 2 O, (CAS n. 13520-66-6) è un solido viola che si dissolve facilmente in acqua per dare l'acquoso complesso metallico, [Cr(H 2 O ) 6 ] 3+ . La formula di questo composto può essere scritta in modo più descrittivo come [Cr(H 2 O) 6 ] 2 (SO 4 ) 3 ·6H 2 O. Sei delle diciotto molecole d'acqua in questa unità della formula sono acqua di cristallizzazione.
- Il solfato di cromo (III) idrato, Cr 2 (SO 4 ) 3 ·15(H 2 O), (CAS n. 10031-37-5) è un solido verde che si dissolve facilmente anche in acqua. Si ottiene riscaldando il materiale 18-idrato sopra i 70 °C. Un ulteriore riscaldamento produce il solfato anidro.

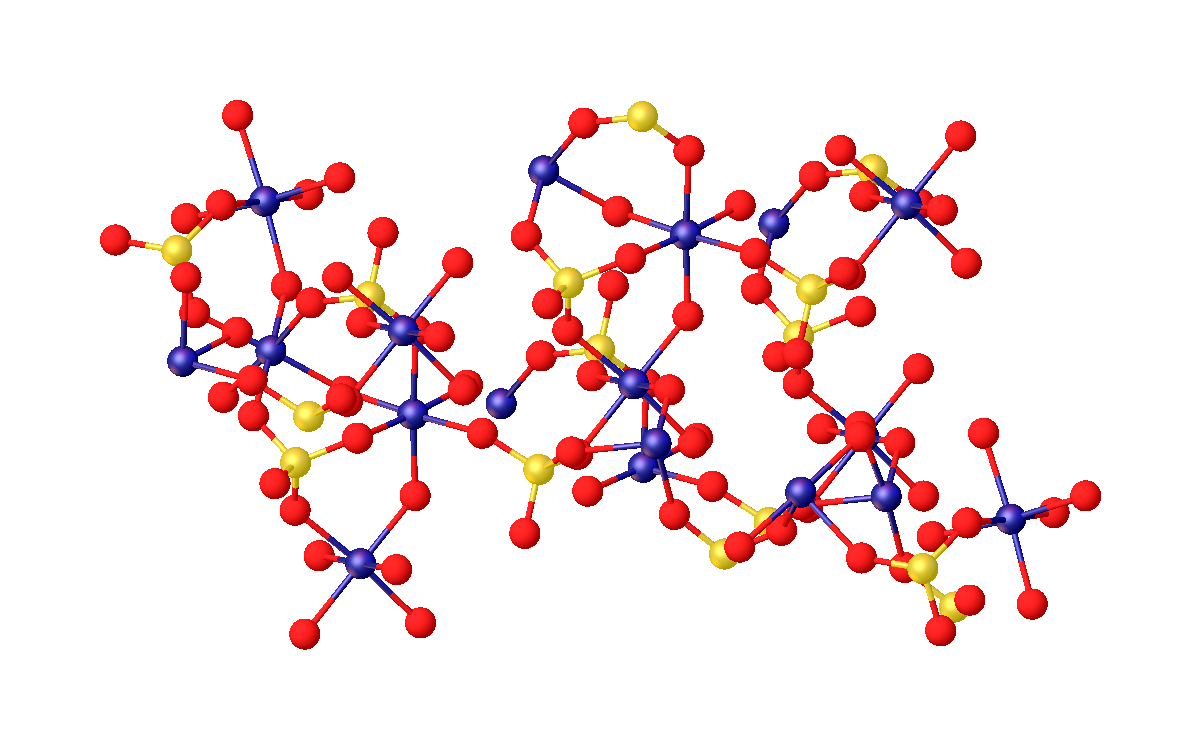
Struttura del Cr(SO_{4})(H_{2}O)(OH), che mostra la sfera di coordinazione del CrO_{6} tipica di molti composti del Cromo(III).

Sono noti una varietà di altri solfati di cromo (III), ma contengono anche ligandi idrossidi o ossidi. Il più importante dal punto di vista commerciale è il solfato basico di cromo , che si ritiene sia [Cr 2 (H 2 O) 6 (OH) 4 ]SO 4 (CAS#39380-78-4).  Deriva dalla neutralizzazione parziale degli esaidrati. Sono stati segnalati altri idrossidi di cromo (III).

## Produzione
La fonte più utile di solfato di cromo (III) sono i rifiuti di Cr (III) derivanti dall'ossidazione cromatica di vari composti organici. L'antrochinone e il chinone vengono prodotti su larga scala mediante trattamento dell'antracene e del fenolo con acido cromico. Viene generato un coprodotto di ossido di cromo (III) che viene facilmente estratto in acido solforico. L'evaporazione di queste soluzioni acide fornisce il sale idrato descritto sopra. I sali idrati di solfato di cromo possono anche essere prodotti, sebbene impuri, mediante estrazione di vari altri composti di cromo, ma queste vie non sono economicamente praticabili. L'estrazione del minerale di cromite con acido solforico in presenza di alcuni cromati dà soluzioni di cromo (III ) solfato contaminato con altri ioni metallici. Allo stesso modo, la dissoluzione delle leghe di cromo dà solfato di cromo insieme al solfato ferroso.

### Solfato basico di cromo (III)
Il solfato basico di cromo viene prodotto dai sali cromati mediante riduzione con anidride solforosa, sebbene esistano altri metodi.  La riduzione potrebbe formalmente essere scritta:
Na2Cr2O7 + 3SO2 + H2O → Cr2(SO4)3 + 2NaOH
Poiché il 33% delle cariche anioniche sono dovute agli ioni ossidrili la basicità è del 33% (ma in gergo conciario si dice ridotta al 33%). Prodotti con basicità più elevate, ad esempio 42% o 50%, possono essere ottenuti mediante l'aggiunta di carbonato di sodio, questi sono spesso usati in combinazione con formiato di sodio. Il solfato di sodio spesso viene lasciato nel prodotto tecnico poiché inerte rispetto al processo di concia. È importante ridurre completamente il cromo esavalente a trivalente poiché è più probabile che l’esavalente causi problemi di salute ai conciatori e ai consumatori di pelle.

## Occorrenza naturale
Il solfato di cromo (III) puro, sia in forma anidra che idrata, è ancora (2020) sconosciuto tra le specie minerali. Esistono 3 minerali complessi che sono, in parte, solfati di Cr (III): bentorite, reddingtonite e putnisite.